# Старый Юледур
 Старый Юледур  — деревня в Куженерском районе Республики Марий Эл. Входит в состав Шудумарского сельского поселения.

## География
Находится в северо-восточной части республики Марий Эл на расстоянии приблизительно 13 км на восток-юго-восток от районного центра посёлка Куженер.

## История
Известна с 1761 года, когда в деревне была построена деревянная Петропавловская церковь.
В 1825 году церковь была закрыта, переведена в новое каменное здание в село Юледур, которое получило название Новое село, а за деревней закрепилось название Старый Юледур (Тошто Йуледур).
В 1797 году в деревне Старый Юледур было 25 хозяйств и 115 жителей.
В 1859 году в деревне было 52 дома, проживало 589 человек.
В 1874 году деревня состояла из 61 русского и 18 марийских дворов, в них проживали 469 человек.
В 1920 году в деревне проживало 489 человек, из них 377 мари, 112 русских.
В 1988 году в деревне был построен комплекс крупного рогатого скота на 360 голов. Имеется ФАП, магазин.
В 2005 году в деревне отмечено 85 домов.
В советское время здесь работали колхозы «Трактор», «Заря» и «Путь Сталина».

## Население
Население составляло 264 человека (мари 96 %) в 2002 году, 249 в 2010.